# Vüqar Bəybalayev
Vüqar Bəybalayev (Sumqayıt, 5 agosto 1993) è un ex calciatore azero, di ruolo centrocampista.

## Carriera
Dal 2012 al 2020 ha giocato nella massima serie azera, in cui ha giocato 150 partite senza mai segnare una rete; nel corso degli anni ha inoltre disputato anche 5 partite nei turni preliminari di UEFA Europa League. Nel 2021 si è trasferito al Telavi, club della prima divisione georgiana.